# Sirena (Cousteau)
Sirena è il secondo album del gruppo britannico dei Cousteau, pubblicato nel 2002.

## Tracce
1. Nothing So Bad - 4:15 -  (Moor)
2. Talking to Myself - 3:45 -  (Moor)
3. Heavy Weather - 4:31 -  (Moor)
4. Peculiarly You - 5:41 -  (Moor)
5. Salome - 4:37 -  (Moor)
6. Please Don't Cry - 4:43 -  (Moor)
7. No Medication - 3:43 -  (Moor)
8. After the Fall - 4:43 -  (Moor)
9. Last Secret of the Sea - 2:41 -  (Moor)
10. (Damn These) Hungry Times - 4:21 -  (Moor)
11. She Bruise Easy - 4:34 -  (Moor)
12. Have You Seen Her - 8:05 -  (Moor)